# Springfield (Oregón)
Springfield es una ciudad ubicada en el condado de Lane, Oregón, Estados Unidos. Tiene una población estimada, a mediados de 2022, de 61 400 habitantes.

## Demografía
Según el censo de 2000, en ese momento los ingresos medios de los hogares de la localidad eran de $33 031 y los ingresos medios de las familias eran de $38 399. Los hombres tenían ingresos medios por $30 973 frente a los $22 511 que percibían las mujeres. Los ingresos per cápita para la localidad eran de $15 616. Alrededor del 17.9% de la población estaba por debajo del umbral de pobreza.
De acuerdo con la estimación 2017-2021 de la Oficina del Censo, los ingresos medios de los hogares de la localidad son de $54 503 y los ingresos medios de las familias son de $63 613. Los ingresos per cápita en los últimos doce meses, medidos en dólares de 2021, son de $26,784. Alrededor del 16.0% de la población está por debajo del umbral de pobreza.